# Ур-Баба
Ур-Баба (Ур-Бау) — правитель (энси) шумерского государства Лагаш, правил приблизительно в 2155 — 2142 годах до н. э., из II династии Лагаша.
В своих надписях не называет имена своих предков. Родовым божеством его была богиня Нингаль. Неизвестно ни точное хронологическое расположение рамок нахождения его у власти, ни количество лет его правления. Ур-Баба принял власть во время эпохи владычества в Древней Месопотамии племён гутиев. Возможно, был современником последнего аккадского царя Шу-дурула.

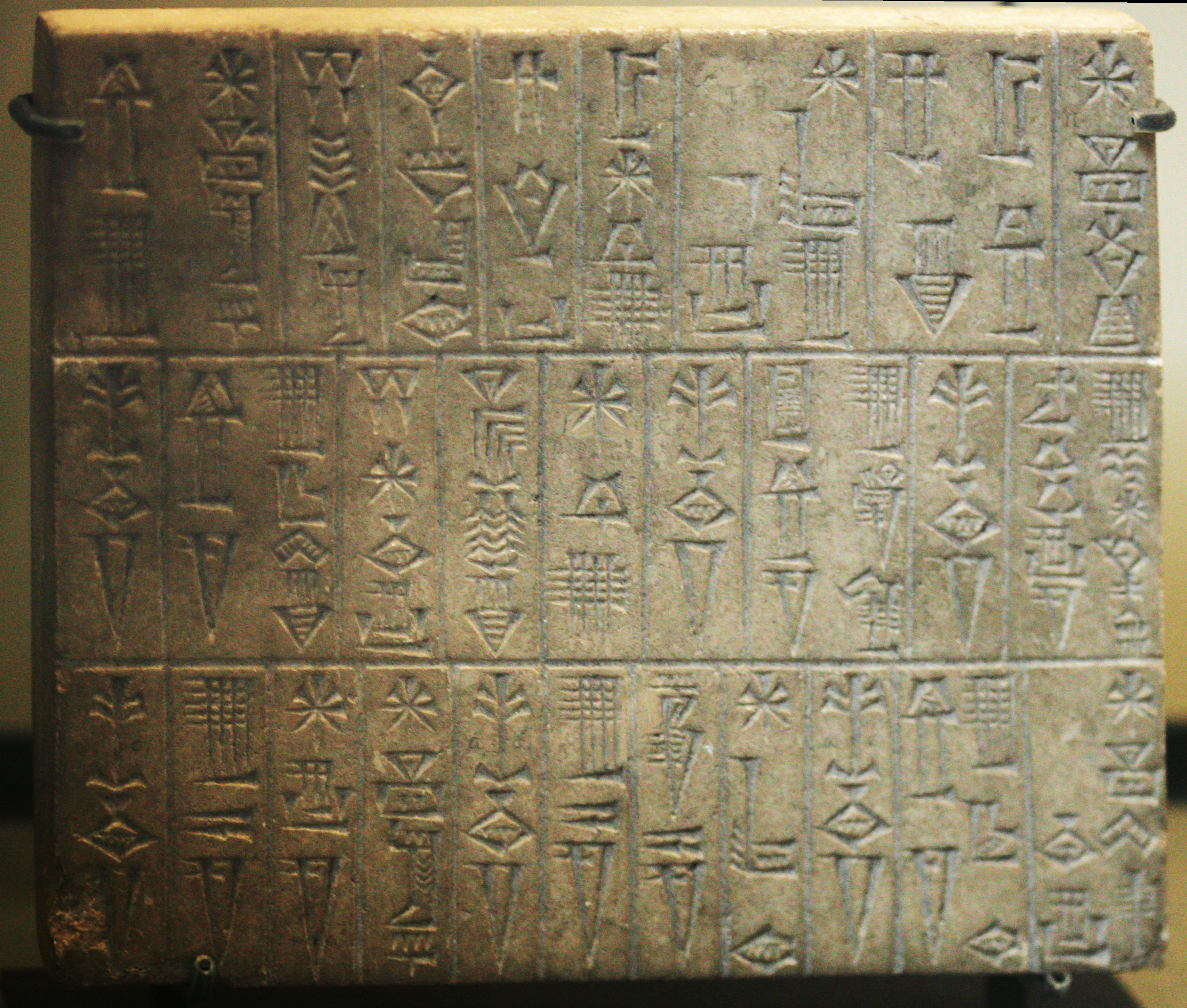
Клинописная табличка Ур-Баба, перечисляющая храмы построенные этим правителем. Париж, Лувр

Ур-Баба заложил основы могущества Лагаша. Ему удалось присоединить к Лагашу Ур. Ведь вряд ли бы он сумел сделать свою дочь Энанепаду верховной жрицей бога Нанны в Уре, если бы этот город не был бы в его власти. В этом вопросе он следовал по стопам царей Аккадской династии, также назначавших своих дочерей верховными жрицами в Ур. Ещё одну свою дочь Нингалу он выдал за Гудеа, а Нинганду — за энси Уммы Наммахани.
Правление Ур-Баба было мирным. Ни одна его надпись и датировочная формула не упоминают военных действий, а посвящены мирному труду — сооружению каналов, проведению ирригационных и осушительных работ, а также обширному храмовому строительству, притом не только в Лагаше, но и за его пределами, например, в Эриду (зависимом от Ура городе) был построен храм Энки.

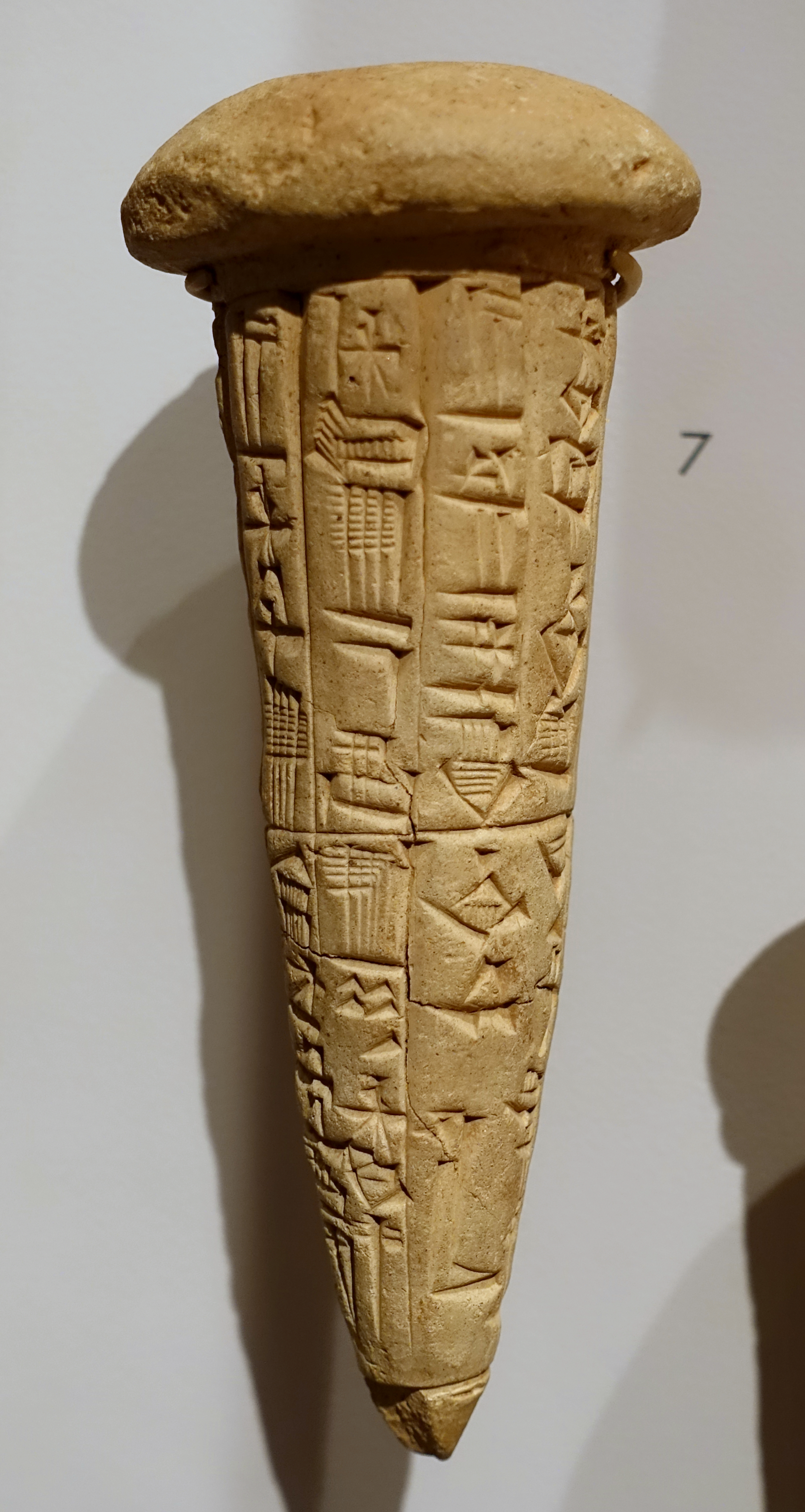
Глиняный гвоздь. Выставка в Семитском музее Гарвардского университета. Кембридж, Массачусетс, США
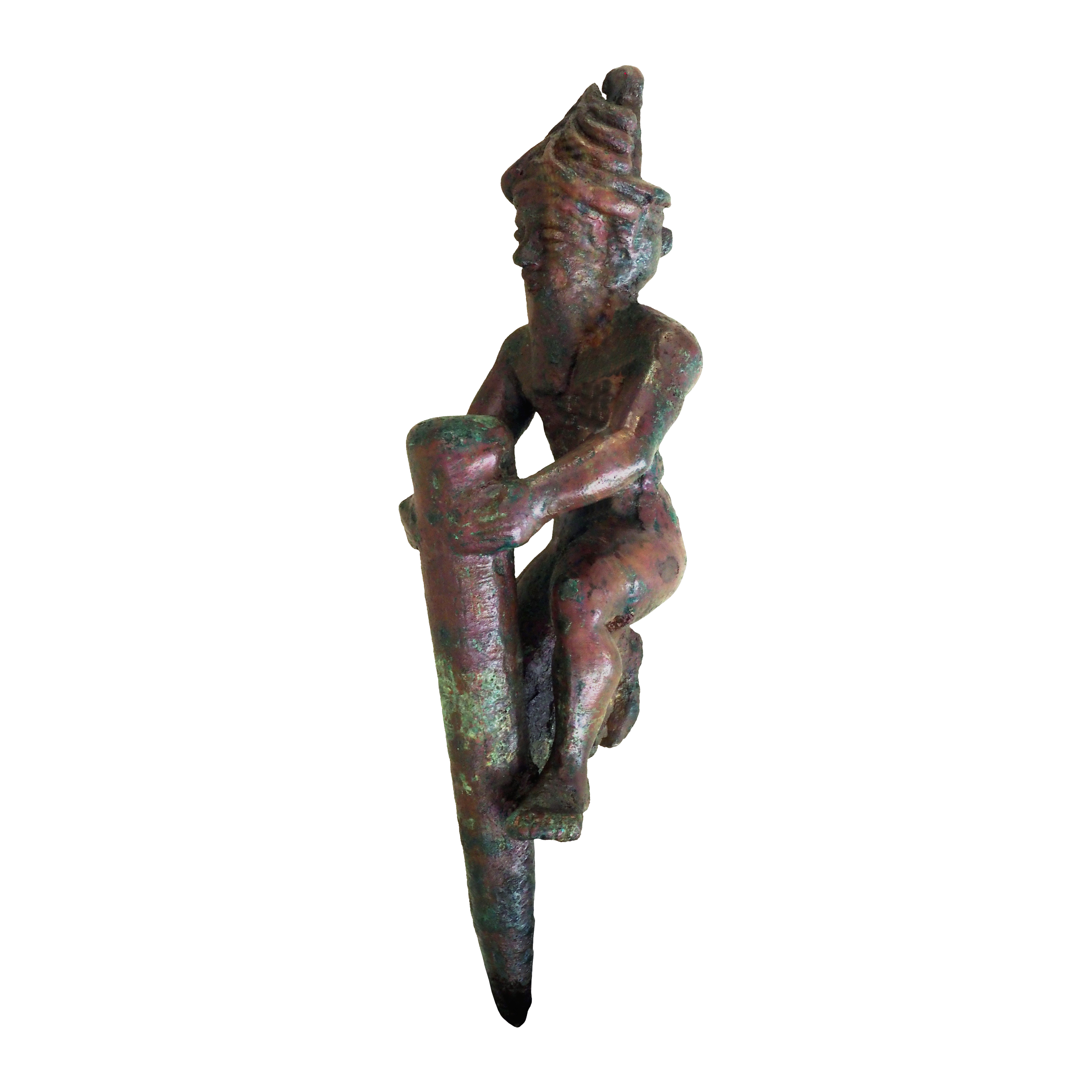
Медный гвоздь для закладки в фундамент, ознаменующий строительство храма Ур-Баба. Лувр
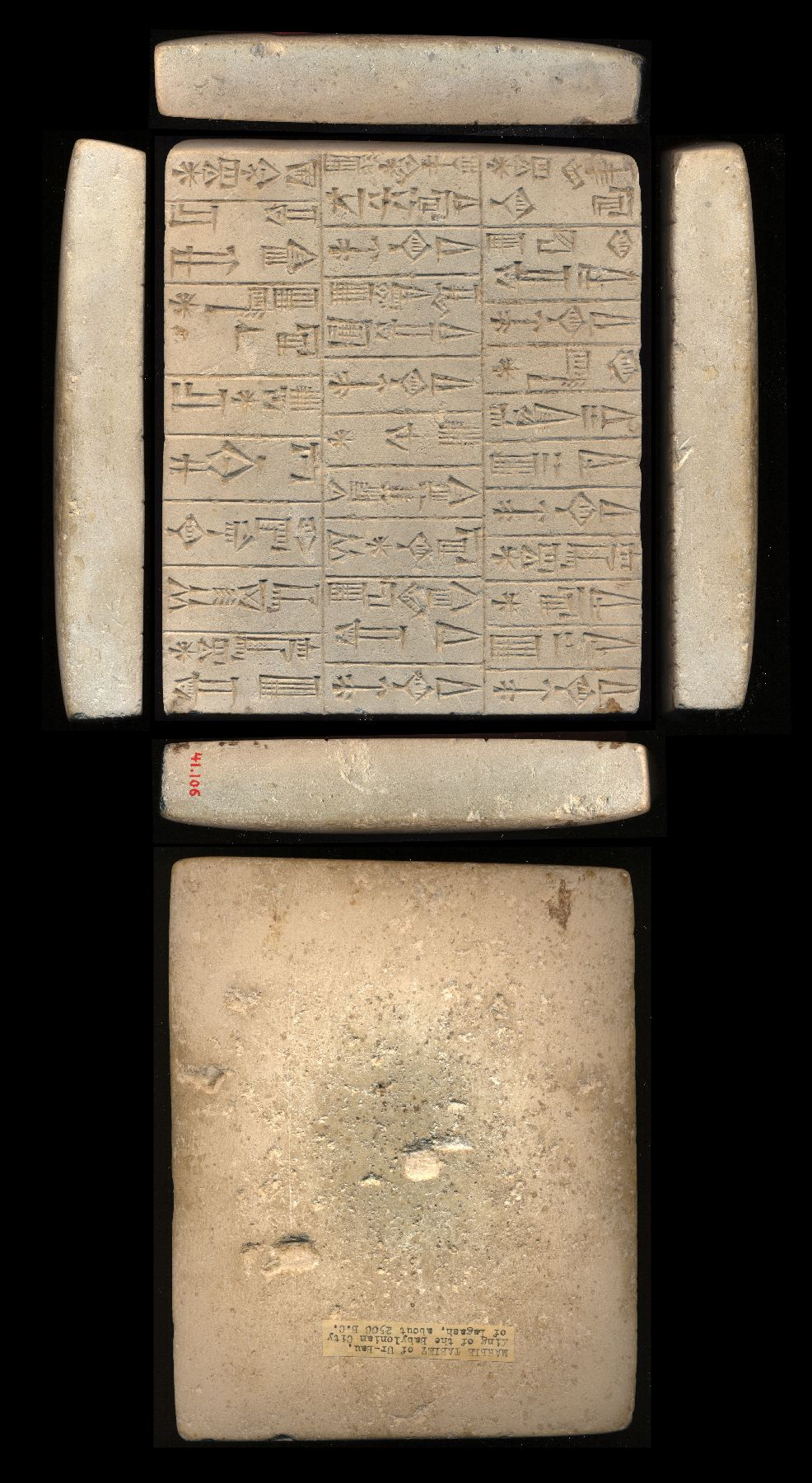
Клинописная табличка с записью приказа Ур-Бабы восстановить храм бога Нингирсу. Художественный музей Уолтерс. Балтимор

## Список датировочных формул Ур-Баба
|    | |
| 1  | Год, когда Ур-Баба [стал] энси AnOr 30 p. 7 1 mu ur-dba-ba6 énsi                                                                                  |
| a  | Год, когда поля Мушбиэденна стали орошаемы RTC 185 mu gán muš-bi-edin-na a ba-dé-a                                                                |
| b  | Год, когда канал Гишшубба был вырыт RTC 191 mu íd-giš-šub-ba ba-ba-al-la                                                                          |
| c  | Год, когда храм Нинмарки в Гуаба был построен AO 3355 mu é-dnin-mar-ki-ka gú-ab-baki-ka ba-dú-a                                                   |
| d  | a Год, когда храм Энки Гишкинти был построен RTC 89 mu é-den-ki giš-kin-ti ba-dù-a b Год [строительства] Эгишкинти FAOS 7 58 D 50 mu é-giš-kin-ti |
| e* | Год после года, когда храм Энки был построен AOAT XXV p. 79 n. 3 mu gibil ús-sa mu e2-den-ki-ga ba-dù-a                                           |
| e  | Год, когда храм Нин-агал был построен AO 3353 mu é-dnin-á-gal ba-dù-a                                                                             |

| II династия Лагаша        |                                                                 |                 |
| Предшественник: Ур-Нинсун | правитель Лагаша ок. 2155—2142 до н. э. (правил не менее 6 лет) | Преемник: Гудеа |